# Bauern-, Gewerbe- und Bürgerpartei
Die Bauern-, Gewerbe- und Bürgerpartei (BGB) war eine am 23. Dezember 1936 als gesamtschweizerische Partei gegründete und am 30. Januar 1937 konstituierte politische Partei in Bern. Sie ging aus dem Zusammenschluss verschiedener kantonaler Bauernparteien hervor, deren Gründung in die Zeit des Ersten Weltkriegs (Zürich 1917, Bern 1918) und die 1920er Jahre fällt und häufig parallel zur Entstehung von Bürgerwehren verlief. Neben Bauernpolitikern wie dem Berner Rudolf Minger und dem Zürcher Fritz Bopp umfassten die neuen Bauernparteien frühzeitig auch Vertreter der Grossindustrie und des Finanzwesens wie den Aargauer Heinrich Roman Abt und den (freilich dem Bauernstand eng verbundenen) Zürcher Johannes Meyer-Rusca sowie Rechtsaussenpolitiker wie den Aargauer Arzt und «Bürgerwehrgeneral» Eugen Bircher.

## Geschichte

Wahlplakat von Otto Plattner für die Bürger- & Gewerbepartei Basel-Stadt, 1923

Die 1911 als Abspaltung von der FDP gegründete Fortschrittliche Bürgerpartei, später Bürger- und Gewerbepartei, aus dem Kanton Basel-Stadt, welche in den 1930er-Jahren als Nationale Volkspartei rechts aussen politisierte, gehörte zur BGB, schloss sich 1957 aber wiederum der Liberaldemokratischen Partei an.
Mit Rudolf Minger, der Ende November 1917 im Bierhübeli in Bern die Gründung der Bernischen Bauern- und Bürgerpartei angestossen hatte, war die BGB von 1929 bis 1940 erstmals im Bundesrat vertreten. Er wurde am 12. Dezember 1929 gewählt und stand bis zu seinem Rücktritt 1940 dem Eidgenössischen Militärdepartement (damals EMD) vor. Alle weiteren BGB-Bundesräte stammten wie Minger aus dem Kanton Bern: Eduard von Steiger (1941–51), Markus Feldmann (1952–58), Friedrich Traugott Wahlen (1959–65) und Rudolf Gnägi (1966–79).
Die BGB gründete 1971 zusammen mit den Demokratischen Parteien der Kantone Glarus und Graubünden die Schweizerische Volkspartei. Ausser im Kanton Bern gab es zum Zeitpunkt dieser Fusion Sektionen in den Kantonen Aargau, Baselland, Freiburg, Schaffhausen, Tessin, Thurgau, Waadt und Zürich.
| Wahl | %        | Nationalrat | Ständerat |
| --- | -------- | ----------- | --------- |
| 1919 | 15,3 % 1 | 30/189      | 1/44      |
| 1922 | 16,1 % 1 | 34/198      | 1/44      |
| 1925 | 15,6 % 1 | 30/198      | 1/44      |
| 1928 | 15,8 % 1 | 31/198      | 3/44      |
| 1931 | 15,3 % 1 | 30/187      | 3/44      |
| 1935 | 11,0 %   | 21/187      | 3/44      |
| 1939 | 14,7 % 2 | 22/187      | 4/44      |
| 1943 | 11,6 %   | 22/194      | 4/44      |
| 1947 | 12,1 %   | 21/194      | 4/44      |
| 1951 | 12,6 %   | 23/196      | 3/44      |
| 1955 | 12,1 %   | 22/196      | 3/44      |
| 1959 | 11,6 %   | 23/196      | 3/44      |
| 1963 | 11,4 %   | 22/200      | 4/44      |
| 1967 | 11,0 %   | 21/200      | 3/44      |
| 1 Kantonale Bauern-, Gewerbe- und Bürgerparteien. 2 Aussagekraft begrenzt, da stille Wahl in 9 Kantonen. |          |             |           |

## Parteipräsidenten
Die folgenden Politiker waren Parteipräsidenten der Bauern-, Gewerbe- und Bürgerpartei:
- 1937–1945: Rudolf Reichling
- 1946–1952: Rudolf Weber
- 1953–1956: Karl Renold
- 1957–1965: Walter Siegenthaler
- 1965–1971: Hans Conzett

## Weblink
- Bauern-, Gewerbe- und Bürgerpartei (BGB) bis 1971; Schweizerische Volkspartei (SVP) ab 1971 in der Sachdokumentation des Schweizerischen Sozialarchivs